# Kariera frajera
Kariera frajera (ang. The Waterboy) – amerykańska komedia sportowa z 1998 roku w reżyserii Franka Coraci. Opowiada historię nieudacznika, który dostaje szansę zrobienia kariery sportowej.

## Opis
Bobby Boucher (Adam Sandler) jest 30-letnim maminsynkiem. Nie ukończył szkoły, jedyne co potrafi to pracować jako nosiwoda. Trener Klein (Henry Winkler) dostrzega potencjał Bobby'ego jako futbolisty i wciela go do drużyny. Tak zaczyna się jego kariera sportowa, o której nic nie wspomina matce (Kathy Bates). Czy jeśli się dowie, drużyna będzie miała szanse na mistrzostwo?

## Obsada
- Big Show – kapitan Isano
- Adam Sandler – Bobby Boucher
- Kathy Bates – Mama Boucher – Helen
- Henry Winkler – trener Klein
- Fairuza Balk – Vicki Vallencourt
- Jerry Reed – Red Beaulieu
- Larry Gilliard Jr. – Derek Wallace
- Blake Clark – Farmer Fran
- Peter Dante – Gee Grenouille
- Jonathan Loughran – Lyle Robideaux
- Al Whiting – Casey Bugge
- Clint Howard – Paco
- Allen Covert – Walter
- Todd Holland – Greg Meaney
- Robert Kokol – Professor
- Frank Coraci – Roberto

## Produkcja
Zdjęcia do filmu kręcono w Orlando, De Land, Lakeland i St. Cloud (Floryda) oraz w Luizjanie.

## Odbiór
Film Kariera frajera spotkał się z mieszaną reakcją krytyków. W serwisie Rotten Tomatoes, 35% z siedemdziesięciu pięciu recenzji filmu są mieszane (średnia ocen wyniosła 4,6 na 10). Na portalu Metacritic średnia ocen z 21 recenzji wyniosła 41 punktów na 100.

## Nagrody i nominacje
| Rok  | Miejsce                              | Nagroda       | Kategoria                            | Odbiorcy i nominowani                                                                                       | Wynik     |
| ---- | ------------------------------------ | ------------- | ------------------------------------ | --- | --------- |
| 1999 | Nickelodeon Kids’ Choice Awards 1999 | Sterowiec     | Ulubiony aktor filmowy               | Adam Sandler                                                                                                | wygrana   |
| 1999 | Nickelodeon Kids’ Choice Awards 1999 | Sterowiec     | Ulubiony film                        | Kariera frajera                                                                                             | nominacja |
| 1999 | MTV Movie Awards 1999                | Złoty Popcorn | Najlepsza rola komediowa             | Adam Sandler                                                                                                | wygrana   |
| 1999 | MTV Movie Awards 1999                | Złoty Popcorn | Najlepszy aktor                      | Adam Sandler                                                                                                | nominacja |
| 1999 | 69. ceremonia wręczenia Oscarów      | Oscar         | Najlepszy aktor drugoplanowy         | Edward Norton                                                                                               | nominacja |
| 1999 | Teen Choice Awards 1999              | Teen Choice   | Ulubiony aktor filmowy               | Adam Sandler                                                                                                | nominacja |
| 1999 | Teen Choice Awards 1999              | Teen Choice   | Ulubiona komedia                     | Kariera frajera                                                                                             | nominacja |
| 1999 | Teen Choice Awards 1999              | Teen Choice   | Najbardziej odrażająca scena filmowa | Henry Winkler za scenę, w której trener Klein zjada potrawy takie jak gałki oczne aligatorów czy głowy węży | nominacja |
| 1999 | 19. rozdanie nagród Złotych Malin    | Złota Malina  | Najgorszy aktor                      | Adam Sandler                                                                                                | nominacja |